# 桑托托梅
桑托托梅，是西班牙安达卢西亚自治区哈恩省的一个市镇。总面积73平方公里，总人口2304人（2001年），人口密度32人/平方公里。